# Albert Brouett
Albert Julien Brouette dit Albert Brouett ou Brouett, né le 12 avril 1888 dans le 2e arrondissement de Lyon et mort le 28 septembre 1945 dans le 18e arrondissement de Paris, est un artiste de music-hall, acteur et réalisateur de cinéma français,.

## Biographie
Fils d'un acteur et administrateur de théâtre, Albert Brouette débute vers 1905 d'abord sous le nom de Brouette fils à la Scala de Bruxelles puis sous celui de Brouett' dans des revues de music-halls comme danseur, musicien et comique. En 1913, il se produit en duo avec Wodson pour une saison au Coliséum. L'année suivante, il débute au cinéma dans Le Tango de la mort, un court-métrage anomyme qui sort à la veille de la déclaration de guerre.
Brouett reprend le chemin des studios dès 1917 où il poursuivra sa carrière pendant encore 30 ans. Entre 1921 et 1923, il réalise 5 courts-métrages en Angleterre. Il apparaîtra à l'écran pour la dernière fois en 1947 deux ans après sa mort dans Carré de valets d'André Berthomieu où il joue le rôle d'un prévenu.

## Filmographie

### Comme acteur
- 1914 : Le Tango de la mort réalisation anonyme (554 m)
- 1918 : La Vengeance de Rigadin de Georges Monca (375 m) - Saturnin
- 1918 : Rigadin dans les Alpes de Georges Monca (295 m)
- 1918 : Les Leçons de chant de Rigadin de Georges Monca (400 m) - Gourdinais
- 1918 : La Femme de Rigadin de Georges Monca (375 m)
- 1918 : Numéro 30, série 10 de Georges Monca (656 m) - Narcisse Javelin
- 1919 : Rigadin et le Code de l'honneur de Georges Monca (360 m) - M. Dupont
- 1923 : L'Affaire du courrier de Lyon de Léon Poirier (7,100 m, en trois époques) - Campion
- 1923 : Violettes impériales de Henry Roussell - Le docteur Malavert
- 1928 : Paradis de Demson Clift - Le détective
- 1929 : Would You Believe It ! de Walter Forde
- 1929 : The Silent House de Walter Forde - Peroda
- 1929 : The Broken Melody (en) de Fred Paul (en) - Jacques
- 1934 : Le Centenaire de Pierre-Jean Ducis - court métrage - Un musicien
- 1934 : Les Nuits moscovites de Alexis Granowsky - Un habitué du cercle
- 1935 : Les Sœurs Hortensias de René Guissart - Byg
- 1935 : Un soir de bombe de Maurice Cammage - Un docteur
- 1936 : Bach détective de René Pujol - Un élève de Lesueur
- 1937 : L'Alibi de Pierre Chenal - L'huissier
- 1937 : Le Porte-veine d'André Berthomieu - L'employé de banque
- 1937 : Ignace de Pierre Colombier - Le médecin
- 1937 : La Grande Illusion de Jean Renoir - Un prisonnier
- 1938 : La Tragédie impériale de Marcel L'Herbier - Un solliciteur
- 1938 : Café de Paris de Yves Mirande et Georges Lacombe - Un inspecteur
- 1938 : Métropolitain de Maurice Cam
- 1938 : Mon curé chez les riches de Jean Boyer
- 1938 : Retour à l'aube de Henri Decoin - Le voyageur à la couronne
- 1941 : Mademoiselle Swing de Richard Pottier - Un membre de l'association
- 1942 : Picpus de Richard Pottier
- 1942 : Marie Martine de Albert Valentin
- 1943 : La Ferme aux loups de Richard Pottier - Un employé de la morgue
- 1943 : Le Corbeau d'Henri-Georges Clouzot - Un suspect
- 1946 : Le Dernier Sou d'André Cayatte - Un visiteur de la prison
- 1947 : Carré de valets d'André Berthomieu - Un prévenu

### Comme scénariste
- 1921 : Who is the Boss ?, de et avec Albert Brouett

### Comme réalisateur
- 1921 : Who is the Boss ?
- 1922 : A Rogue in Love[10]
- 1923 : Early Birds, d'après le sketch de Fred Karno
- 1923 : Mummings Birds, d'après le sketch de Fred Karno
- 1923 : Jail Birds, d'après le sketch de Fred Karno